# حزب اقتدار اسلامی افغانستان
حزب اقتدار اسلامی افغانستان یک حزب سیاسی در افغانستان که توسط احمدشاه احمدزی رهبری می‌شود. این حزب پس از جدایی از حزب حرکت اسلامی افغانستان درست قبل از انتخابات ۲۰۰۵ شکل گرفت. 